# روگوژنگتسا-کولونگا
روگوژنگتسا-کولونگا (به لهستانی:  Rogoźnica-Kolonia) یک روستا در لهستان است که در گمینا مینزژتس پودلاسکی واقع شده‌است.